# Балка Фащівка
Балка Фащівка — балка (річка) в Україні у Антрацитівському й Шахтарському районах Луганської й Донецької областей. Ліва притока Міусу (басейн Азовського моря).

## Опис
Довжина балки приблизно 7,90 км, найкоротша відстань між витоком і гирлом — 6,45 км, коефіцієнт звивистості річки — 1,22. Формується декількома балками та загатами.

## Розташування
Бере початок на північно-східній околиці села Фащівка. Тече переважно на південний захід через село й на північно-східній стороні від села Стрюкове впадає в річку Міус.

## Цікаві факти
- Біля витоку балки на північно-східній стороні на відстані приблизно 450,12 м пролягає автошлях М03[3] (автомобільний шлях міжнародного значення на території України, Київ — Харків — КПП Довжанський (державний кордон з Росією).).
- У XX столітті на балці існували молочно-, птице-тваринні ферми (МТФ, ПТФ), газгольдер та газова свердловина[2].